# Mestaruussarja 1933
La Mestaruussarja 1933 fu la venticinquesima edizione della massima serie del campionato finlandese di calcio, la quarta come Mestaruussarja. Il campionato, con il formato a girone unico e composto da otto squadre, venne vinto dell'HIFK.

## Squadre partecipanti
| Club    | Città    | Stagione 1932              |
| ------- | -------- | -------------------------- |
| Åbo IFK | Turku    | 6º posto in Mestaruussarja |
| EIF     | Ekenäs   | 2º posto in B-sarja        |
| HIFK    | Helsinki | 3º posto in Mestaruussarja |
| HJK     | Helsinki | 1º posto in B-sarja        |
| HPS     | Helsinki | Campione di Finlandia      |
| Sudet   | Viipuri  | 5º posto in Mestaruussarja |
| TPS     | Turku    | 4º posto in Mestaruussarja |
| VPS     | Vaasa    | 2º posto in Mestaruussarja |

## Classifica finale
|  | Pos. | Squadra | Pt | G  | V  | N | P  | GF | GS | DR  |
|  | ---- | ------- | -- | -- | -- | - | -- | -- | -- | --- |
|  | 1.   | HIFK    | 27 | 14 | 13 | 1 | 0  | 67 | 13 | +44 |
|  | 2.   | HJK     | 16 | 14 | 5  | 6 | 3  | 20 | 14 | +6  |
|  | 3.   | Sudet   | 16 | 14 | 5  | 6 | 3  | 22 | 16 | +6  |
|  | 4.   | TPS     | 15 | 14 | 5  | 5 | 4  | 29 | 21 | +8  |
|  | 5.   | Åbo IFK | 14 | 14 | 6  | 2 | 6  | 28 | 32 | -4  |
|  | 6.   | HPS     | 13 | 14 | 5  | 3 | 6  | 27 | 19 | +8  |
|  | 7.   | VPS     | 11 | 14 | 5  | 1 | 8  | 34 | 40 | -6  |
|  | 8.   | EIF     | 0  | 14 | 0  | 0 | 14 | 11 | 83 | -72 |

Legenda:
      Campione di Finlandia
      Retrocesse in B-Sarja
Note:
Due punti a vittoria, uno a pareggio, zero a sconfitta.